# 戸川安風
戸川 安風（とがわ やすかぜ）は、備中国庭瀬藩4代藩主。

## 略歴
3代藩主・戸川安宣の長男。
延宝2年末（1674年初め）に父が死去したため、翌年3月23日に家督を継いだ。このとき、弟の達富に1千石を分与したため、2万石を領することとなった。しかし延宝7年（1679年）にわずか9歳で死去した。当然ながら嗣子がいるわけがなく、戸川家は無嗣断絶で改易となったが、達富に戸川家の名跡存続が許された。